# Frameries
Framerieslà một đô thị ở tỉnh Hainaut. Tại thời điểm ngày 1 tháng 1 năm 2006 Frameries có dân số 20.646 người. Tổng diện tích là 25.95 km² với mật độ dân số là 796 người trên mỗi km².

## Thành phố kết nghĩa
- La Chaux-de-Fonds, Thụy Sĩ
- Issy-les-Moulineaux, Pháp
- Willmar, Minnesota, Hoa Kỳ